# Agent taronja
L'agent taronja és una barreja de dos herbicides: el 2,4-D i el 2,4,5-T. Va ser usat com a defoliant per l'exèrcit dels Estats Units a la Guerra del Vietnam. Els avions americans van dispersar llavors més de 80 milions de litres d'agent taronja per tal d'eliminar zones conreus i de boscs espessos on s'amagaven els resistents del Vietcong.

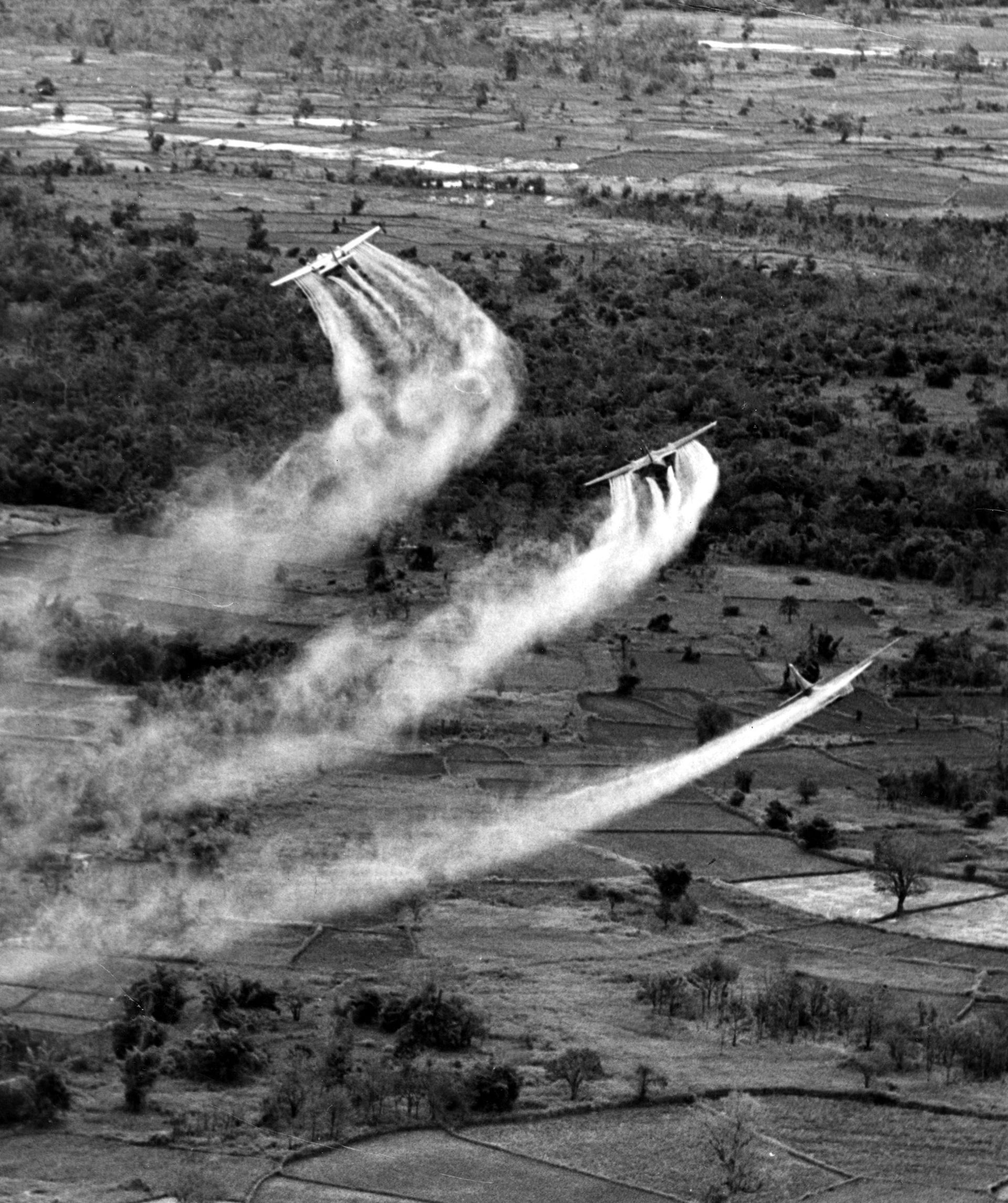
Avions de la Força Aèria dels Estats Units llançant Agent Taronja durant la Guerra del Vietnam.

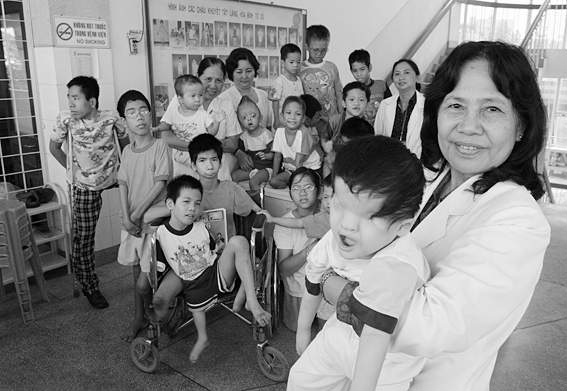
Grup d'infants amb seqüeles causades en la majoria de casos per l'agent taronja

Els dos constituents de l'agent taronja s'empraven a l'agricultura, especialment el 2,4-D, que es comercialitza actualment en productes com ara el Tordon. A causa d'algunes negligències i la pressa per utilitzar-lo durant la guerra, l'agent taronja va ser produït amb una purificació inadequada i va presentar un contingut elevat d'un subproducte cancerigen de la síntesi del 2,4,5-T: la dioxina (tetraclorodibenzodioxina). Normalment, aquest residu no es troba als productes comercials que inclouen aquests dos ingredients, però va marcar per sempre el nom de l'agent taronja, l'ús del qual va deixar seqüeles terribles en la població del Vietnam i en els soldats nord-americans mateixos.
Les conseqüències es noten, principalment, en els descendents de persones exposades a l'agent, que tenen possibilitats molt elevades de patir malformacions. El 1984, una acció judicial impulsada per veterans de guerra dels Estats Units contra les companyies químiques (entre les quals Dow Chemical, Monsanto Company, i Diamond Shamrock) subministradores de l'agent taronja va acabar en un acord de 93 milions de dòlars d'indemnitzacions per als soldats. El 2004, tres ciutadans del Vietnam van presentar una querella contra deu empreses americanes, productores de l'agent químic, pels avortaments, els càncers i les malformacions que han patit després de treballar a zones on va ser utilitzat. El govern dels Estats Units ha insistit que no hi ha proves que relacionin l'agent taronja amb les malalties detectades; El 2015 uns tres milions de vietnamites - dels quals 150.000 infants nascuts amb defectes de naixement - estan afectats per l'acció de l'herbicida.